# 파티에서 추방당한 그 치유사, 실은 최강인 것에 대해
파티에서 추방당한 그 치유사, 실은 최강인 것에 대해(最凶の支援職【話術士】である俺は世界最強クランを従える, The most notorious "TALKER", run the world's greatest clan)는 자키가 글을 쓰고 fame가 그림을 그린 일본의 라이트 노벨 시리즈이다. 2018년 5월부터 2019년 1월까지 사용자 제작 소설 출판 웹사이트인 소설가가 되자에서 온라인 연재했다. TV 애니메이션 시리즈는 2024년 10월부터 12월까지 방송되었다.